# Sore ga seiyū!
Sore ga seiyū! (それが声優！? lett. "Questo è un doppiatore!"), conosciuto anche come Seiyū's Life!, è un manga dōjin in formato yonkoma scritto da Masumi Asano e disegnato da Kenjirō Hata con lo pseudonimo comune "Hajimemashite.", dal dicembre 2011 all'agosto 2017.
La serie racconta, attraverso i personaggi, i dietro le quinte sul mondo del doppiaggio giapponese. Dal manga è stata tratta una serie televisiva anime, prodotta da Gonzo e andata in onda in Giappone su Tokyo MX e MBS dal 7 luglio al 29 settembre 2015.

## Trama
Tre amiche, Futaba Ichinose, Ichigo Moesaki e Rin Kohana, fanno il mestiere di doppiatrici (seiyū). Tra la vita privata e il lavoro nel mondo del doppiaggio, le ragazze conducono anche una web radio e formano il trio di cantanti chiamato Earphones.

## Personaggi

Le protagoniste: Futaba, Rin e Ichigo

### Principali
Futaba Ichinose (一ノ瀬 双葉?, Ichinose Futaba)
Doppiata da: Rie Takahashi
Ragazza timida e nervosa che fa la doppiatrice e che ha la tendenza a ripensare di continuo al tipo di interpretazione che dovrebbe dare. Tra una registrazione e l'altra, lavora part-time in un minimarket. Ha una bambola di pezza di nome Korori-chan (コロリちゃん?), alla quale occasionalmente dà voce per darsi incoraggiamento. È una componente del trio Earphones con Ichigo e Rin.
Ichigo Moesaki (萌咲 いちご?, Moesaki Ichigo)
Doppiata da: Yuki Nagaku
Ragazza iperattiva che fa la doppiatrice, spesso afferma di essere la principessa di un pianeta di fragola come il ruolo di un suo personaggio. Fa lavori part-time, da cui a volte viene licenziata per le troppe assenze. È una componente del trio Earphones con Futaba e Rin e ha un carattere allegro.
Rin Kohana (小花 鈴?, Kohana Rin)
Doppiata da: Marika Kōno
Ragazza educata che fa la doppiatrice mentre frequenta le scuole medie. È una componente del trio Earphones con Futaba e Ichigo e, sebbene sia la più piccola, ha abilità eccellenti come interprete.

### Secondari
Hikari Shiodome (汐留 ヒカリ?, Shiodome Hikari)
Doppiata da: Hitomi Nabatame
Famosa doppiatrice della stessa agenzia di cui fa parte Futaba.
Aoi Konno (紺野 あおい?, Konno Aoi)
Doppiata da: Nozomi Furuki
Nuova manager della Aozora Production, la quale ha iniziato come manager di Futaba e successivamente come amministratrice delle attività delle Earphones.
Atsumari (集さん?, Atsumari-san)
Doppiata da: Ami Koshimizu
Manager con esperienza della Aozora Production.
Taisuke Yamori (家守 太輔?, Yamori Taisuke)
Doppiato da: Nobuyuki Hiyama
Famoso doppiatore, inizialmente è duro nei confronti di Futaba, ma in seguito riconosce le sue qualità recitative di fronte al microfono.
Kaibara (海原さん?, Kaibara-san)
Doppiato da: Kenta Miyake
Produttore che ha selezionato Futaba, Ichigo e Rin per condurre una web radio e per formare il trio Earphones.
Direttore del suono (音響監督?, Onkyō kantoku)
Doppiato da: Eiji Takemoto
Regista (ディレクター?, Direkutā)
Doppiato da: Susumu Chiba
Sayo (サヨちゃん?, Sayo-chan)
Doppiata da: Ayane Sakura
Un'amica d'infanzia di Rin nonché sua compagna di classe che si è proclamata sua prima fan.
Manager del gruppo teatrale Sakurambo (劇団さくらんぼマネージャー?, Gekidan Sakuranbo Manējā)
Doppiata da: Akemi Kanda
Manager della Voice Entertainment (ボイスエンタテイメントマネージャー?, Boisu Entateimento manējā)
Doppiato da: Yūji Ueda
Padre di Ichigo (いちごのお父さん?, Ichigo no otōsan)
Doppiato da: Kentarō Itō
Madre di Rin (鈴のお母さん?, Rin no okāsan)
Doppiata da: Satomi Satō

## Media

### Manga
Il manga, scritto da Masumi Asano e disegnato da Kenjirō Hata, è stato pubblicato per la prima volta al 81º Comiket nel dicembre 2011 sotto lo pseudonimo "Hajimemashite.". Le successive uscite sono state presentate ad ogni Comiket successivo.

### Anime
L'anime, prodotto da Gonzo, è composto da 13 episodi, andati in onda su Tokyo MX e MBS dal 7 luglio al 29 settembre 2015. La serie è diretta da Hiroshi Ikehata con la supervisione dei testi di Michiko Yokote; il design dei personaggi invece è di Kunihiko Hamada e la musica è composta da Yukari Hashimoto. I DVD e i Blu-ray sono usciti a partire dal 30 settembre 2015 al 23 marzo 2016; assieme all'ultima uscita, è stato pubblicato un OAV. Negli episodi compaiono anche alcuni doppiatori giapponesi realmente esistenti.
La sigla di apertura è Sore ga seiyū! (それが声優！?), mentre quella di chiusura è Anata no omimi ni Plug In! (あなたのお耳にプラグイン！?), all'interno della quale vengono ricantate brevemente in ciascun episodio varie canzoni anime, ad eccezione dell'episodio 6 in cui è Mimi no naka e (耳の中へ?) e dell'episodio 13 in cui è Hikari no saki e (光の先へ?). Tutte le canzoni sono eseguite dalle Earphones (Rie Takahashi, Yuki Nagaku e Marika Kōno).

#### Episodi
| Nº  | Titolo italiano (traduzione letterale) Giapponese 「Kanji」 - Rōmaji | In onda             | In onda |
| Nº  | Titolo italiano (traduzione letterale) Giapponese 「Kanji」 - Rōmaji | Giapponese          |         |
| 1   | Registrazione 「アフレコ」 - Afureko                                 | 7 luglio 2015       |         |
| 2   | Audizione 「オーディション」 - Ōdishon                               | 14 luglio 2015      |         |
| 3   | Web radio 「ＷＥＢラジオ」 - Web rajio                               | 21 luglio 2015      |         |
| 4   | Unità 「ユニット」 - Yunitto                                         | 28 luglio 2015      |         |
| 5   | Evento 「イベント」 - Ibento                                         | 4 agosto 2015       |         |
| 6   | Riprese del video musicale 「ＰＶ撮影」 - PV satsuei                 | 11 agosto 2015      |         |
| 7   | Doppiaggio 「吹き替え」 - Fukikae                                    | 19 agosto 2015      |         |
| 8   | Narrazione 「ナレーション」 - Narēshon                               | 26 agosto 2015      |         |
| 9   | Manager 「マネージャー」 - Manējā                                    | 1º settembre 2015   |         |
| 10  | Piani futuri 「進路」 - Shinro                                       | 8 settembre 2015    |         |
| 11  | Cura di sé 「自己管理」 - Jiko kanri                                 | 15 settembre 2015   |         |
| 12  | Live 「ライブ」 - Raibu                                              | 22 settembre 2015   |         |
| 13  | Valutazione 「査定」 - Satei                                         | 29 settembre 2015   |         |
| OAV | Piccolo lancio 「プチ打ち上げ」 - Puchi uchiage                      | 23 marzo 2016 (DVD) |         |